# Војница
Војница (мкд. Војница) је насеље у Северној Македонији, у средишњем државе. Војница припада општини Чашка.

## Географија
Војница је смештена у средишњем делу Северне Македоније. Од најближег већег града, Велеса, насеље је удаљено 20 km југозападно.
Насеље Војница се налази у историјској области Клепа. Насеље је смештено у долини реке Бабуне. Источно од насеља издиже се планина Клепа. Надморска висина насеља је приближно 300 метара.
Месна клима је измењена континентална са значајним утицајем Егејског мора (жарка лета).

## Становништво
Војница је према последњем попису из 2002. године имала 32 становника.
Према истом попису претежно становништво у насељу су етнички Македонци (100%).
Већинска вероисповест је православље.